# Twenty Good Years
Twenty Good Years est une série télévisée américaine en neuf épisodes de 25 minutes, créée par Michael Leeson et Marsh McCall, et dont seulement quatre épisodes ont été diffusés entre le 11 octobre et le 1er novembre 2006 sur le réseau NBC.
Cette série est inédite dans tous les pays francophones.

## Distribution
- John Lithgow : John Mason
- Jeffrey Tambor : Jeffrey Pyne
- Heather Burns : Stella
- Jake Sandvig (en) : Hugh

## Production
Le 6 novembre, NBC retire la série de sa programmation.

## Épisodes
1. Pilot
2. Big Love
3. The Elbow Incident
4. Jeffrey's Choice
5. They Shoot Turkeys, Don't They?
6. Between Brock and a Hard Place
7. The Bong Show
8. Foil Me Once
9. Adventure Club